# Penguin Land
Penguin Land (Japans: どきどき ペンギンランド 宇宙大冒険) is een computerspel dat werd ontwikkeld en uitgegeven oor Sega. voor het platform Sega Master System. Het spel werd uitgebracht in 1987.
De spelwereld is opgebouwd uit vierkante blokken van verschillende typen. Een speler bestuurt een pinguïn die links en rechts kan lopen, springen en blokken stukpikken met zijn snavel. Het hoofddoel van het spel is het voortduwen van een ei, en het zodoende onderaan het level te krijgen. Elk level begint bovenaan. Door de pinguïn tegen het ei te laten lopen, kan het ei links of rechts verplaatst worden. Door met de snavel blokken stuk te pikken, worden er gaten gemaakt waar het ei doorheen geduwd kan worden om het zo tot op de bodem van het level te krijgen. Onder het ei wordt steeds een lijn afgebeeld. Wanneer het ei lager kan vallen dan deze lijn, breekt het en moet men het level opnieuw beginnen. Ergens op de bodem van het level bevindt zich het nest waarin het ei moet landen. Wanneer het ei in het nest landt, kan men naar het volgende level. De levels zijn tijdgebonden. Naarmate men vordert in het spel wordt de moeilijkheidsgraad aanzienlijk hoger. Het spel bevat ook een editor die de mogelijkheid biedt eigen levels te ontwerpen.

## Platforms
| Jaar | Platform           |
| ---- | ------------------ |
| 1987 | SEGA Master System |
| 1990 | Game Boy           |

## Ontvangst
| Beoordeeld door   | Platform           | Datum        | Score |
| ----------------- | ------------------ | ------------ | ----- |
| Sega8bit.com      | SEGA Master System | 4 maart 2007 | 100%  |
| Defunct Games     | SEGA Master System | 30 juli 2005 | 82%   |
| Joystick (German) | SEGA Master System | januari 1989 | 80%   |
| Power Play        | SEGA Master System | oktober 1988 | 74%   |